# Kod Adı K.O.Z.
«Kod Adı K.O.Z.» — турецкий фильм, премьера которого состоялась 13 февраля 2015 года. Сюжет повествует о коррупционном скандале в Турции, который произошёл в 2013 году, а также иных связанных политических событиях. Согласно точке зрения авторов фильма, эти события были заговором против президента Турции Эрдогана и были инициированы «параллельным государством» и оппозиционным движением Фетхуллаха Гюлена.
По мнению критиков, фильм имеет очень примитивный и путаный сценарий, плохую актёрскую игру и может быть сравним с таким известным пропагандистским фильмом, как «Триумф воли».
Сразу же после премьеры в феврале 2015 года фильм получил множество (свыше 5 тыс.) отрицательных оценок (1.0) пользователей сайта IMDB.com и попал в список «100 худших фильмов». В настоящее время данный фильм занимает первое место в рейтинге «100 худших фильмов» IMDB.com. В Турции фильм вышел в широкий прокат и показывался в 850 кинотеатрах, однако вызвал лишь незначительный интерес публики. Из-за проката этого фильма премьеры ряда известных кинокартин в турецких кинотеатрах были перенесены на другой срок.